# Trans tiberim
Trans tiberim (lateinisch = ‚über den Tiber‘) bezeichnete eine mögliche Haftungsfolge aus dem römischen Schuldrecht, das im Zwölftafelgesetz normiert war. Diese aus einem Teil (obligatio) des Privatrechts herführende Rechtsfolge traf den säumigen Schuldner, welcher durch die Selbstverpfändung seiner Person (nexum) der Bürgerrechte verlustig ging und durch das Verfahren der legis actio per manus iniectionem als Sklave in das Ausland verkauft werden konnte. In der späteren Prinzipatsepoche mündete diese Strafe vermutlich in die Form der Schuldknechtschaft.
Dieser sogenannten finalen Personalexekution ging zuerst ein Prozessverfahren und das Urteil des Prätors voraus, das dem Schuldner eine Zahlungsfrist von 30 Tagen einräumte. Nach Ablauf der Frist musste die Schuld entweder getilgt, oder die Zahlungsverpflichtung von einem Garanten (vindex), der für die doppelte Summe bürgte, übernommen worden sein.
Konnte nach Fristablauf kein solcher Ausgleich herbeigeführt werden, erhielt der Gläubiger vom Prätor das Recht, den Schuldner für einen Zeitraum von 60 Tagen festzusetzen. Der Gläubiger war nun durch den Prätor legitimiert, private Eigenmacht auszuüben. Daher musste der Gläubiger auch aus eigenen Mitteln die Kosten für eine fluchtsichere Ingewahrsamnahme des Schuldners bestreiten. Hierzu gehörte zudem die notwendige Verpflegung des Gefangenen.
Sofern die 60 Tage ohne Auslösung des Festgesetzten verstrichen waren, musste der Gläubiger, als letzte Maßnahme (Ultima Ratio) vor dem Verkauf ins Ausland, den Gefangenen bis zu dreimal an einem Markttag der Öffentlichkeit vorführen. Im Beisein des Prätors wurde hier jedem die Gelegenheit gegeben, die Person durch Bezahlung der Schuldsumme auszulösen. Es ist überliefert, dass der Schuldner die Maßnahme gegen sich auch durch den Verkauf seiner Kinder abwenden konnte.
Neben dem zahlungsunfähigen Schuldner konnte auch der auf frischer Tat betroffene Dieb (fur manifestus) in das Ausland als Sklave verkauft werden, nachdem der Gerichtsmagistrat den mutmaßlichen Täter ohne ein vorausgegangenes gerichtliches Verfahren in die Verfügungsgewalt des Bestohlenen überstellt hatte.